# Државни савјет (Шпанија)
Државни савјет (шп. Consejo de Estado) је врховни савјетодавни орган у Шпанији.
Првобитно је установљен као орган који руководи спољним пословима и који савјетује краља о општем државном стању.